# Weeks Falls

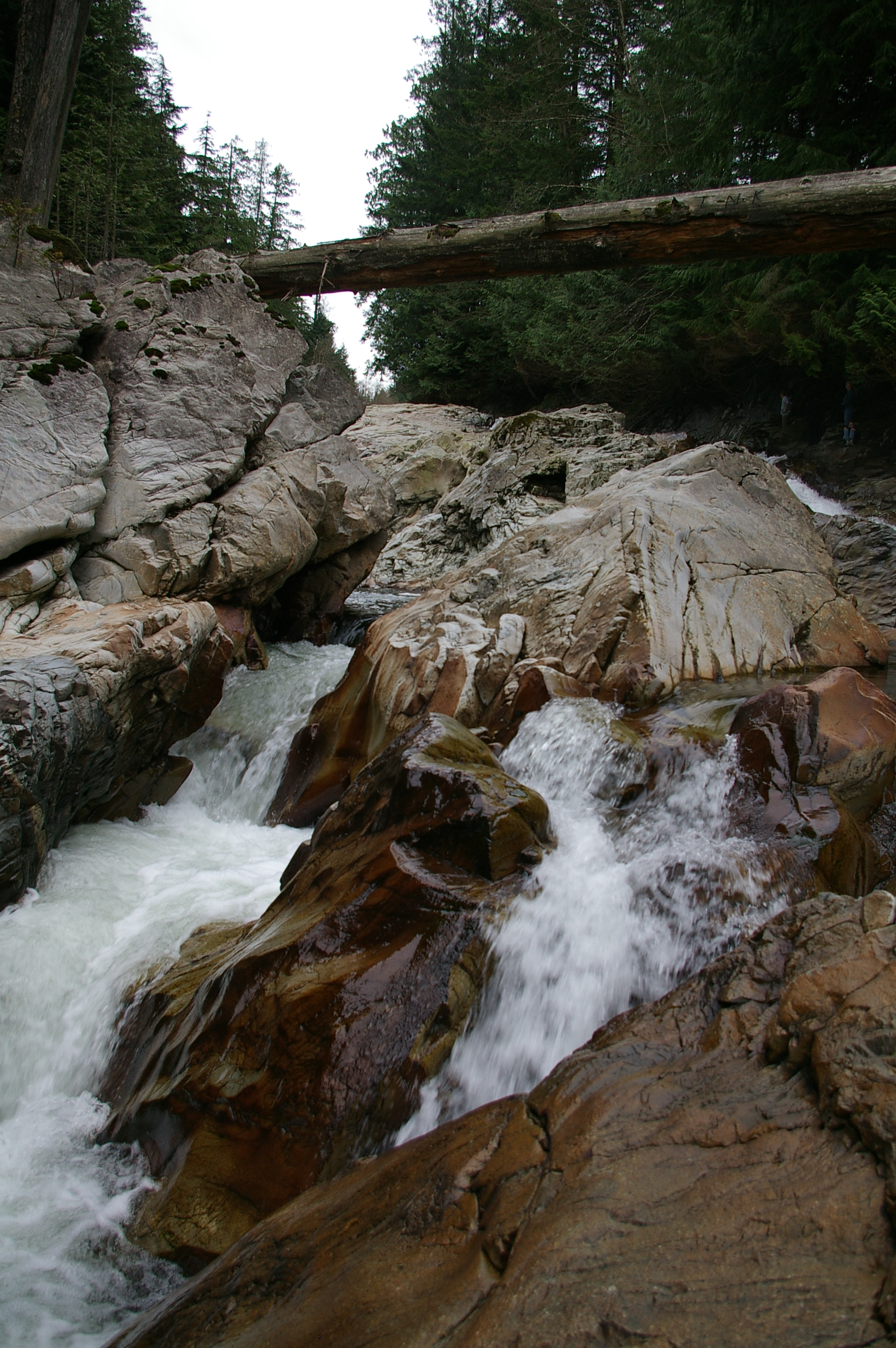
Weeks Falls vom Fuß aus gesehen

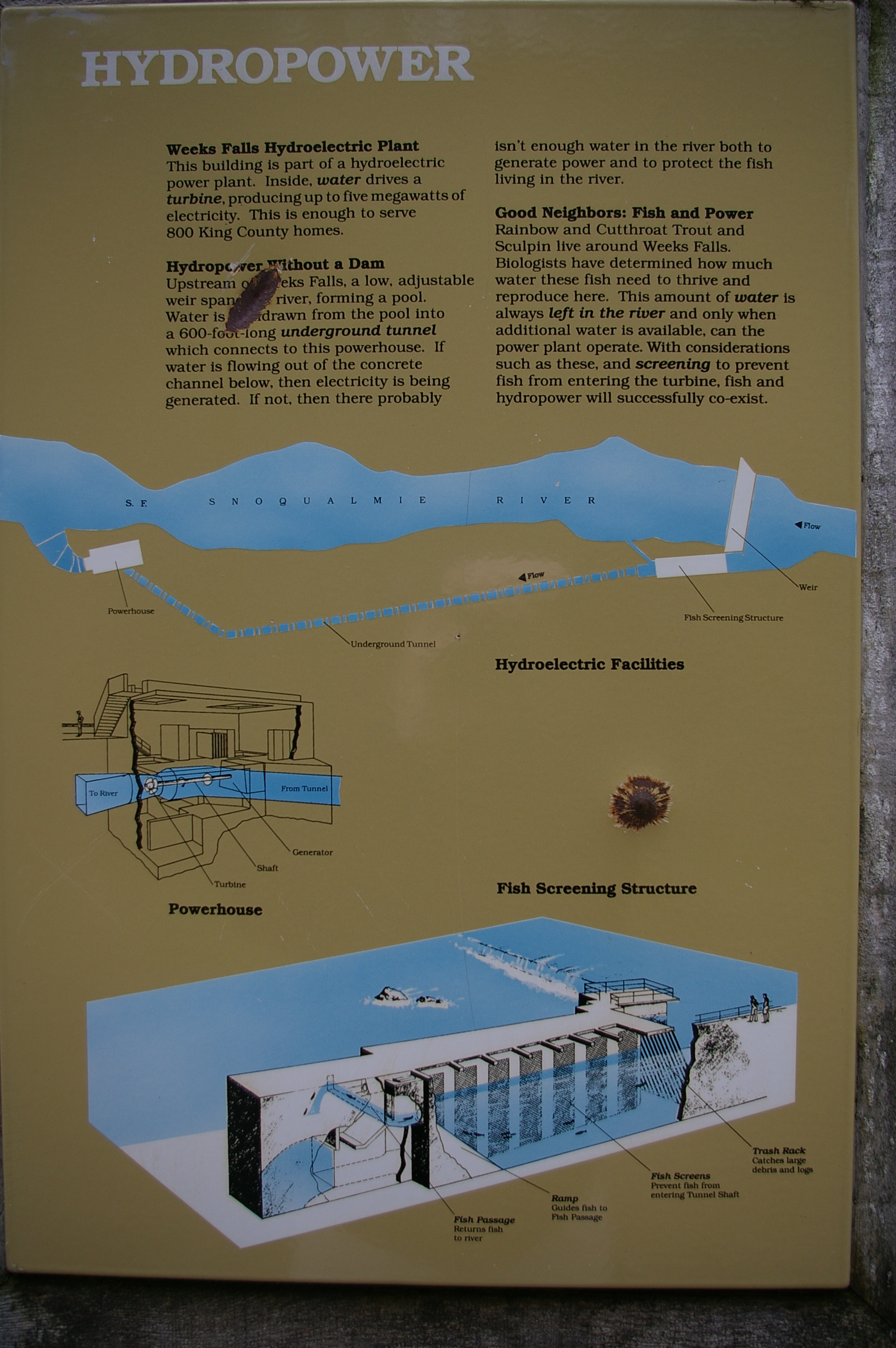
Informationstafel der Weeks Falls Hydro Plant

Die Weeks Falls sind Wasserfälle am South Fork Snoqualmie River im King County im US-Bundesstaat Washington. Sie befinden sich genau südlich der Abfahrt 38 der Interstate 90, etwa sieben Meilen (11,5 km) östlich von North Bend. Die Fälle findet man am Ende der Straße, die am Ranger-Hauptquartier des Olallie State Park vorbeiführt.  Vom unbefestigten Parkplatz aus gibt es einen befestigten Zugang zu einem barriefreien Aussichtspunkt auf den Wasserfall und ein kleines Areal rund um das Wasserkraftwerk. Es gibt dort ebenfalls einen etwa 400 m langen barrierefreien Lehrpfand.
Es handelt sich um eine einzelne Kaskade von etwa 18 Metern Höhe und 9 Metern Breite.
An den Weeks Falls gibt es ein kleines Wasserkraftwerk, das von der CHI West betrieben wird und zu Spitzenzeiten 4,3 MW Leistung hat. Das Kraftwerk ist insofern ungewöhnlich, als es ohne Staudamm funktioniert. Stattdessen wird das Wasser aus dem Fluss oberhalb der Fälle abgeleitet und über einen unterirdischen Tunnel zum Generator am Fuß der Weeks Falls geleitet.